# Copăceni, Bihor
Copăceni este un sat în comuna Sâmbăta din județul Bihor, Crișana, România.

## Lăcașuri de cult
- Biserica de lemn „Adormirea Maicii Domnului” (monument istoric).

 Acest articol despre o localitate din județul Bihor este deocamdată un ciot. Puteți ajuta Wikipedia prin completarea lui.